# Reinhold Rossig
Ernst Reinhold Rossig (* 20. September 1903 in Dresden; † 1. Dezember 1979 in Berlin) war ein deutscher Architekt und Maler.

## Leben und Werk
Rossig kam aus einer Dresdener Arbeiterfamilie. Im Alter von zwölf Jahren verlor er seine Mutter. Er absolvierte in Dresden die Grundschule, besuchte ein Jahr die Gewerbeschule und schloss dann eine Lehre als Zimmermann ab. Danach studierte er an der Königlichen Kunstgewerbeschule Dresden. Ab 1925 absolvierte er an der Dresdner Staatsbauschule eine Ausbildung zum Bauingenieur. 1929 ging er nach Dessau an das Bauhaus, vor allem um Malerei und Architektur zu studieren. Im obligatorischen Schrift-Vorkurs von Joost Schmidt war Carl Marx einer der Kommilitonen Rossigs. Zu Rossigs Lehrern gehörten auch Josef Albers, Alfred Arndt, Paul Klee und Wassily Kandinsky. Vor allem Kandinskys Person und Werk hatten deutlichen Einfluss auf Rossigs künstlerische Arbeiten. Rossig gehörte zu den Künstlern, die sich gegen die klassischen Layout-Prinzipien für eine „Neue Typografie“ einsetzten. Ziel dieser Bewegung war eine Optimierung gedruckter Werke hinsichtlich der besseren Lesbarkeit. Es wurde zudem eine Standardisierung in Schrifttypen angestrebt. Am Bauhaus war Rossig einer der produktivsten Schriftgestalter. 1929 entwickelte er die geometrische und minimalistische Schrift Reross, die unter der Leitung von Erik Spiekermann aus den überkommenen Fragmenten rekonstruiert wurde. In seiner Abschlussarbeit in Baulehre bei Ludwig Hilberseimer entwarf Rossig den Grundriss einer linearen Stadt, die bestehende Städte mit den Einrichtungen einer „kollektivierten Landwirtschaft“ verbinden sollte. 1930 hatte Rossig am Bauhaus seine erste Ausstellung. 1931 erhielt er das Bauhausdiplom Nr. 51. 1932 ging er nach Dresden zurück. Er gehörte dort der Assoziation revolutionärer bildender Künstler (ASSO) an. 1934 wurde er in Dresden wegen seiner Verbindung zur KPD der Vorbereitung zum Hochverrat angeklagt und verurteilt. Er war dann bis 1936 in Bautzen inhaftiert. Danach arbeitete er in einem Rostocker und ab 1938 in einem Berliner Architekturbüro.
Trotz des „Ausschließungsscheines“, mit dem sein Dienst in der Wehrmacht wegen „Wehrunwürdigkeit“ ausgeschlossen wurde, erfolgte 1943 seine Einberufung zur Wehrmacht. Er kam in die Strafdivision 999 und geriet 1944 in Kriegsgefangenschaft, aus der er 1946 entlassen wurde. In der Gefangenschaft schuf er hunderte von architektonischen Entwürfen und Skizzen.
Von 1946 bis 1968 arbeitete Rossig als Architekt bei der DEFA Babelsberg und dann an der Bauakademie der DDR. Daneben betätigte er sich als Maler und Grafiker. Er schuf insbesondere abstrakte Figurenzeichnungen und lineare architektonische Stadtmalereien.
Rossigs Witwe Waltraud Rossig überließ dem Bauhaus Rossigs künstlerischen Nachlass. Diese „ca. 1600 Malereien, Grafiken, Architekturzeichnungen und Dokumente sind besonders kunsthistorisch interessant, da sie hinsichtlich der Ausbildung und der differenzierten Kunstproduktion am Bauhaus und später in der DDR Auskunft geben.“

## Werke in öffentlichen Sammlungen (Auswahl)
- Das Problem (Öl, 1930, 82 × 72 cm; Stiftung Bauhaus Dessau)
- Kopf in der Kammer (Öl, 1930, 75 × 65 cm; Stiftung Bauhaus Dessau)
- Polizeiterror (Öl, 80 × 70 cm, 1933; Nationalgalerie Berlin)[9]

## Ausstellungen
- 1977: Leipzig, Galerie am Sachsenplatz („Bauhaus 2“)
- 1981: Bauhaus Dessau[10]
- 2013/2014: Remscheid, Galerie der Stadt Remscheid („Bauhaus. Die Kunst der Schüler. Werke aus der Sammlung der Stiftung Bauhaus Dessau“)
- 2015: Berlin, Haus der Kulturen der Welt („Kann Gestaltung Gesellschaft verändern?“)[11]
- 2020: Dessau, Bauhaus Museum („Zwischenspiel“)